# Nyundo (Sektor)
Nyundo (Kinyarwanda Umurenge wa Nyundo) ist einer von zwölf Sektoren im Distrikt Rubavu in der Westprovinz von Ruanda.

## Geographie
Nyundo hat eine Fläche von 31,5 km². Der Sektor grenzt im Norden an Nyakiliba, im Osten an Kanama, im Süden an Nyabirasi, im Südwesten an Nyamyumba und im Nordwesten an Rugerero. Er unterteilt sich in die sieben Zellen Bahimba, Gatovu, Kavomo, Kigarama, Mukondo, Nyundo und Terimbere. Etwa entlang der Nordostgrenze verläuft der Fluss Sebeya. Ein linker Nebenfluss innerhalb von Nyundo ist der Kagera.

## Bevölkerung
Nach Stand der Volkszählung von 2022 liegt die Einwohnerzahl bei 42.305. Zehn Jahre zuvor waren es 30.417, was einem jährlichen Bevölkerungszuwachs von 3,4 Prozent zwischen 2012 und 2022 entspricht.

## Kultur
Innerhalb des Sektors im gleichnamigen Ort Nyundo befindet sich der Sitz des Bistums Nyundo.

## Verkehr
Die Westspitze des Sektors quert die Nationalstraße 11. Darüber hinaus verläuft eine District Road etwa in Nord-Süd-Richtung durch die Osthälfte von Nyundo.

## Wirtschaft
Entlang des Kagera und um dessen Mündungsgebiet am Sebeya befinden sich Teeplantagen.